# 1920 na televisão

## Nascimentos
| Data           | Nome                  | Profissão                                      | Nacionalidade  | Observações | Ref    |
| -------------- | --------------------- | ---------------------------------------------- | -------------- | ----------- | ------ |
| 3 de março     | Blota Júnior          | advogado, radialista e apresentador de TV      | Brasil         | m. 1999     | [ 1 ]  |
| 19 de março    | Tige Andrews          | actor                                          | Estados Unidos | m. 2007     | [ 2 ]  |
| 26 de maio     | Peggy Lee             | atriz e cantora                                | Estados Unidos | m. 2002     | [ 3 ]  |
| 1 de junho     | Rosita Thomaz Lopes   | atriz                                          | Brasil         | m. 2013     | [ 4 ]  |
| 25 de julho    | Felipe Carone         | ator e humorista                               | Brasil         | m. 1995     | [ 5 ]  |
| 23 de setembro | Mickey Rooney         | ator                                           | Estados Unidos | m. 2014     | [ 6 ]  |
| 27 de outubro  | Elísio de Albuquerque | ator                                           | Brasil         | m. 1983     | [ 7 ]  |
| 25 de novembro | Ricardo Montalbán     | ator                                           | México         | m. 2009     | [ 8 ]  |
| 25 de novembro | Noel Neill            | atriz                                          | Estados Unidos | m. 2016     | [ 9 ]  |
| 25 de dezembro | Artur Agostinho       | jornalista, locutor de rádio, escritor e actor | Portugal       | m. 2011     | [ 10 ] |

## Mortes
| Data | Nome | Profissão | Nacionalidade | Observações | Ref |
| ---- | ---- | --------- | ------------- | ----------- | --- |